# Procope II de Jérusalem
Procope II (en grec Προκόπιος B', mort vers 1880) fut patriarche orthodoxe de Jérusalem du 28 décembre 1872 au 10 mars 1875.